# Torbjörn Ljung
Torbjörn Ljung, född 20 maj 1965 i Hässelby i Stockholm,  är en svensk barnskådespelare.
Han medverkade i filmen Släpp fångarne loss – det är vår! under tre inspelningsveckor våren 1975. Inspelningen resulterade i en cirka två minuter lång svartvit filmsekvens där Frida, spelad av Lena Nyman, presenterar sin syn på "onödiga poliser", vilken återfinns cirka 10–15 minuter efter filmens början. Torbjörn Ljung medverkade även i flera radioproduktioner för barn åren 1973–1975, flertalet av dessa producerade av Mats Winquist.